# Pomník padlým za svobodu, mír a demokracii (Plzeň)
Pomník stojící na náměstí Milady Horákové v Plzni připomíná mírové hnutí za svobodu a demokracii. V padesátých letech 20. století byl v Plzni umístěn strohý, jednoduchý pomník s podstavcem a trubkovou konstrukcí. Položení bylo spojeno s vybudováním plzeňského sídliště Slovany a založením náměstí Oty Synka (dnešní náměstí Milady Horákové). Své místo pomník našel v parku pod Velkou Homolkou.
Bohužel nevydržel dlouho a časem utrpěl celkovou devastací. Pozornost pomník získal opět po roce 1989, kdy se v Plzni opět aktivizovala Československá obec legionářská. Nebylo kam pokládat věnce a pořádat pietní akce na paměť vojáků Prvního i Druhého zahraničního odboje. Pylon u Hlavního nádraží nebyl vhodnou alternativou pro pomník padlým za svobodu, mír a demokracii. Tento bývalý pomník Klementa Gottwalda byl medailony s legionářskou tematikou od Vladimíra Havlice osazován provizorně.
Dalším významným mezníkem se stal rok 2000. Po tomto roce se opět začalo usilovat o vybudování pomníku padlým v boji za svobodu, mír, demokracii a lidská práva. Velmi se na tom zasloužili ČsOL, veteráni zahraničních misí Armády ČR (Sdružení válečných veteránů ČR) i město Plzeň.
Původní místo na náměstí Milady Horákové bylo pro znovuumístění pomníku upraveno, postaveny stožáry, zřízeny byly terasní zdi i buňky pro uložení prstě z významných bojišť obou světových válek a bojišť AČR poslední doby. Ke slavnostnímu odhalení došlo dne 11. 11. 2007 v 11 hodin, tedy přímo na mezinárodně slavený Den veteránů. Události se zúčastnili významní hosté a skupiny vojenské historie z celé republiky. Památné místo slouží v dnešní době k vyznamenávání veteránů, k organizování pietních akcí a promenádních koncertů vojenské hudby. Tyto významné slavnosti se pořádají vždy na den 11. listopadu nebo v průběhu Květnových slavností.